# Şükrü Sina Gürel

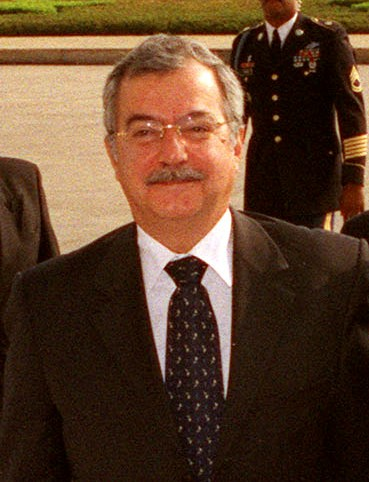
Şükrü Sina Gürel (2002).

Şükrü Sina Gürel (* 1. Januar 1950 in Izmir) ist ein türkischer Akademiker, Politiker und ehemaliger Außenminister der Türkei.
Gürel absolvierte das Gymnasium Bornova Anadolu Lisesi in İzmir und 1971 die Fakultät für Politikwissenschaft im Bereich der Internationalen Beziehungen an der Universität Ankara. Gürel promovierte 1977. 1982 arbeitete Gürel in der von Bülent Ecevit geleiteten Redaktion der Zeitschrift Arayış (Suche). An derselben Fakultät wurde er 1984 Doçent und 1990 Professor. Bei den Parlamentswahlen von 1995 wurde Gürel für die Demokratische Linkspartei (DSP) zum Abgeordneten der Provinz İzmir in die Große Nationalversammlung der Türkei gewählt. In der 55. Regierung von 1997 bis 1998 war Gürel Staatsminister für die EU und Zypern sowie Regierungssprecher. Er war auch Mitglied der 56. Regierung. In der 57. Regierung war er erneut Staatsminister mit denselben Ressorts. Zwischen dem 12. Juli 2002 und dem 18. November 2002 war Gürel stellvertretender Ministerpräsident und Außenminister. In der 20. und der 21. Legislaturperiode war Gürel Abgeordneter der Provinz İzmir.
Gürel veröffentlichte vier Bücher über die Geschichte Zyperns, den Zypernkonflikt, die Türkisch-Griechischen Beziehungen sowie über Probleme in der Türkischen Außenpolitik.
Şükrü Sina Gürel ist verheiratet und Vater zweier Kinder.

## Werke
- Tarihsel Boyutları İçinde: TÜRK - YUNAN İLİŞKİLERİ (1821 - 1993) (türkisch für Türkisch-Griechische Beziehungen), Ümit Yayıncılık, Ankara, 1993. Auch 2008 übersetzt ins Griechische als (aus dem Türkischen) Οι Τουρκο-Ελληνικές σχέσεις (1821 - 1993) von Παντελής Τουλουμάκος (Pandelis Touloumakos).